# 푸에르토리코
푸에르토리코 자유 연합주(스페인어: Estado Libre Asociado de Puerto Rico 에스타도 리브레 아소시아도 데 푸에르토리코[*]), 푸에르토리코 연방(영어: Commonwealth of Puerto Rico 코먼웰스 오브 포터 리코[*]), 약칭 푸에르토리코는 카리브해에 있는 미국의 자치령이다. 미국의 플로리다주 마이애미에서 남동쪽으로 약 1,600 km 떨어져 있다.
푸에르토리코는 대앤틸리스 제도의 도미니카 공화국과 미국령 버진아일랜드 사이에 위치한 본섬과 수많은 작은 섬들을 포함하는 군도로 구성되어 있으며, 그 가운데에는 비에케스섬, 쿨레브라섬, 모나섬 등이 있다. 푸에르토리코의 본섬은 쿠바, 히스파니올라섬, 자메이카를 포함하는 4개의 대앤틸리스 제도 가운데 땅 면적이 가장 작으며, 인구는 두 번째로 적다. '푸에르토리코'의 뜻은 '부유한 항구'라는 뜻이며 수도는 산 후안이다. 면적은 9,104 km2, 인구는 2019년 추정치 기준으로 3,193,694명이다. 공용어는 스페인어와 영어이지만 스페인어가 더 널리 쓰인다.
푸에르토리코는 본디 아메리카 원주민인 타이노가 살던 곳이다. 1493년에 크리스토퍼 콜럼버스가 도착하면서 스페인 제국의 식민지가 되면서 세계에서 가장 오래 된 식민지 가운데 한 곳이 됐다. 그 뒤 프랑스와 네덜란드, 영국의 침략을 받았으나 400여 년 동안 스페인 제국령으로 남았다. 그 동안 푸에르토리코에서는 아프리카에서 온 노예 및 카나리아 제도와 안달루시아 지방에서 온 이주민들이 들어오고, 원주민들이 쫓겨나거나 동화되면서 문화와 인종의 변화가 일어났다. 푸에르토리코는 페루 부왕령이나 누에바에스파냐와는 달리 부차적이면서도 전략의 요충지로 기능했다. 스페인 제국의 통치는 19세기까지 이어졌고, 이는 원주민 및 아프리카, 유럽의 요소가 섞인 독특한 문화와 언어를 낳았다.
1898년에 일어난 미국-스페인 전쟁의 결과 미국은 파리 조약으로 푸에르토리코를 획득했다. 푸에르토리코인들은 1917년부터 미국 시민권을 얻었으며 섬과 미국 본토 사이를 자유롭게 오갈 수 있다. 푸에르토리코는 미국의 주가 아니므로 미국 의회에서 표결권은 없고, 대신 미국 하원 상주대표를 보내고 있다. 푸에르토리코에 사는 미국 시민은 미국 대통령 선거에서 투표할 수 없고, 단지 일부만 연방소득세를 낸다. 푸에르토리코는 다른 속령 및 워싱턴 D.C.와 마찬가지로 미국 상원 의석이 없다. 1952년에 공포된 푸에르토리코의 헌법은 푸에르토리코의 미국 시민들이 행정관을 뽑도록 규정했다. 앞으로 푸에르토리코의 지위를 어떻게 할 것인가는 항상 중요한 논쟁의 대상이 돼 왔다.

## 어원
'푸에르토리코'는 스페인어로 '부유한 항구'를 뜻한다. 푸에르토리코인들은 본섬을 보링켄(Borinquén)이라고 부르기도 하는데 이는 '용맹한 지도자의 땅'이라는 뜻의 타이노어 보리켄(Borikén)에서 따 온 말이다. 또한 본섬을 스페인어로 '황홀한 땅(la isla del encanto)'이라고 부르기도 한다. 콜럼버스는 세례자 요한을 기려 본섬을 산후안 바우티스타(San Juan Bautista)라고 불렀고, 수도에 시우다드데푸에르토리코(Ciudad de Puerto Rico)라는 이름을 붙였다. 그 결과 사람들은 점차 섬 전체를 푸에르토리코라고 불렀고, 산후안은 수도의 이름으로 쓰이게 됐다.
미국은 파리 조약을 맺은 뒤 섬의 이름을 포르토리코(Porto Rico)로 바꾸었다. 이후 포르토리코와 푸에르토리코라는 이름 모두 쓰였는데, 1932년에 미국 의회는 공식적으로 포르토리코의 철자를 스페인어식인 푸에르토리코로 바꾸었다.

## 역사

### 콜럼버스 도착 이전
푸에르토리코의 고대사는 잘 알려져 있지 않으며, 드문 고고학 조사 결과들과 스페인 사람들이 섬을 발견하고 초창기에 남긴 기록으로만 알 수 있다. 스페인 사람들이 섬에 도착하고 약 3세기가 지난 뒤에 베네딕도회 수사였던 프라이 이니고 아바드 이 라시에라가 쓴 책이 푸에르토리코의 역사를 담은 최초의 책이다.
최초로 알려진 정착민들은 남아메리카 본토에서 온 수렵 민족인 오르토이로인들이다. 일부 학자들은 이들이 약 4천년 전에 정착했다고 주장하며, 1990년에 비에케스섬에서 나온 사람의 유골을 조사한 결과에 따르면 기원전 20세기 무렵으로 거슬러 올라간다. 기원전 430년과 기원전 250년 사이에 살라드인들이 남아메리카에서 푸에르토리코로 이동해 오르토이로인들을 몰아냈다.
120년과 400년 사이에 오리노코강 유역에서 이그네리인들이 푸에르토리코로 이주했다. 7세기와 11세기 사이에 타이노 문화가 형성됐고, 콜럼버스가 도착할 당시 약 3만 명에서 6만 명의 타이노 원주민들이 살고 있었으며 이들의 지도자는 아귀에이바나 1세였다. 타이노 원주민들은 지도자가 이끄는 작은 마을에서 살고 있었고, 주로 남자들은 수렵을 하고 여자들은 카사바와 과일들을 채집했다. 이는 콜럼버스가 1493년에 도착할 때까지 이루어졌다.

### 스페인 제국 통치

#### 정복과 초기 정착
1493년 11월 19일에 콜럼버스가 제2차 항해에서 푸에르토리코에 도착했을 때 섬에는 타이노 원주민들이 살고 있었다. 1508년 8월 8일에 후안 폰세 데 레온은 오늘날의 과이나보 부근에 첫 정착촌을 건설했고, 그 뒤 푸에르토리코의 첫 번째 총독이 됐다.
16세기 초에 스페인 제국은 푸에르토리코를 식민화하기 시작했다. 타이노 원주민들은 엔코미엔다에 따라 몇 년 동안 강제 노동에 투입됐고, 노동과 유럽 이주민들이 옮겨 온 전염병으로 많은 원주민들이 죽었다.

#### 식민화

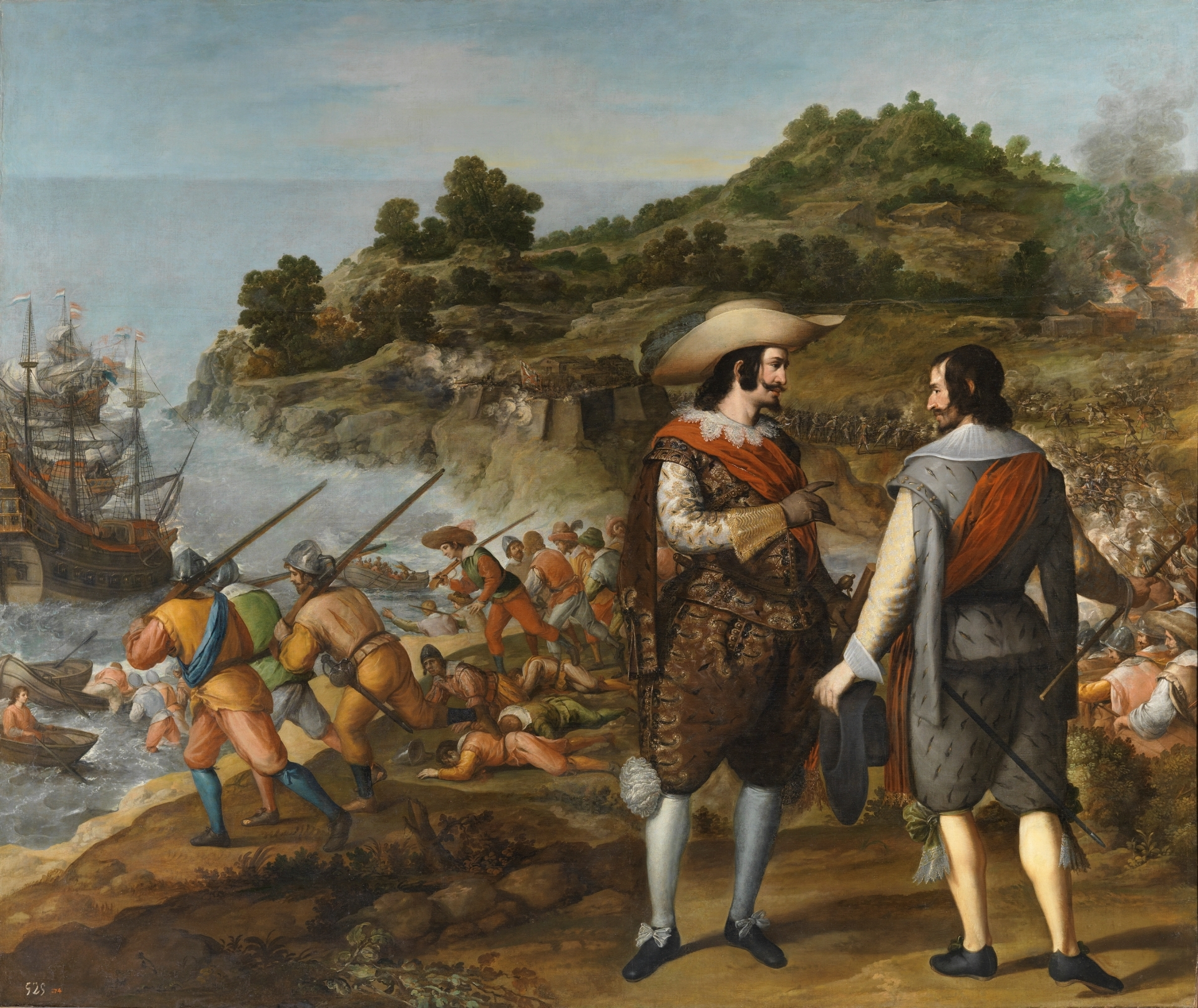
바우더베인 헨드릭스의 퇴각. 에우헤니오 카세스, 1634년경.

1520년에 카를 5세는 타이노 원주민들을 해방시키는 칙령을 반포했다. 이 시기에 타이노 원주민들은 얼마 남아있지 않았다. 스페인 제국은 줄어든 원주민 노동력을 채우고자 아프리카에서 노예들을 들여왔지만 상업 이윤이 줄어들면서 노예들의 수도 줄어들었다. 대신 근처의 쿠바나 생도맹그, 과들루프와 같은 다른 섬들에서는 아마도 농업에서 얻는 이윤이 더 컸을 것이기 때문에 노예 무역이 활발했고, 이들 섬에서는 대규모의 설탕 플랜테이션으로 대서양 노예 무역에 투자할 자본을 형성했다.
식민지 총독부는 초창기부터 공공 사무와 국방 사무를 할 때 흑인 노예 산업에 크게 의존했다. 주요 산업이나 대규모의 농업이 발달하지 않았기 때문에 노예들과 자유민들은 일부 연안 지역, 특히 산후안 주변의 정착촌에 머물렀고 아프리카 크리올 공동체 또한 존재했다. 섬의 안쪽에서는 영세한 소작농들이 마을과 정착촌에 식량을 공급했고, 뒷날 히바로라고 부르는 생활 양식을 만들었다. 16세기 말엽에 스페인 제국은 쇠퇴하고 있었고, 다른 유럽 나라들의 침략이 늘어나는 상황에서 아메리카의 식민지 총독부들은 신중한 태도를 보였다. 전략가들과 도시 계획가들은 스페인 제국의 영토를 보전하고 이베리아반도로 가는 대서양 보물 선단을 지키고자 항구 정착촌을 군사 기지로 만들었다. 산후안은 무역풍을 타고 대서양을 건너는 배들이 들르는 중요한 기항지가 됐다. 총독부가 있었던 산후안섬은 한 때 스페인령 서인도에서 가장 요새화된 정착촌이 돼 성벽 마을(Walled City)라는 별명을 얻었다.
1625년에 네덜란드의 제독 바우더베인 헨드릭스는 함대를 이끌고 산후안에 전례 없는 공격을 가했다. 프랜시스 드레이크가 1595년에 산후안을 공격했다가 포기한 적이 있었는데, 헨드릭스는 드레이크의 실패를 교훈으로 삼아 요새의 대포들을 피해 접근한 뒤 항구를 점령하고 산후안에 공격을 가했다. 헨드릭스가 이끄는 함대는 산후안을 점령하는 데 실패했고, 섬은 더욱 중무장됐다.

#### 식민지 후기

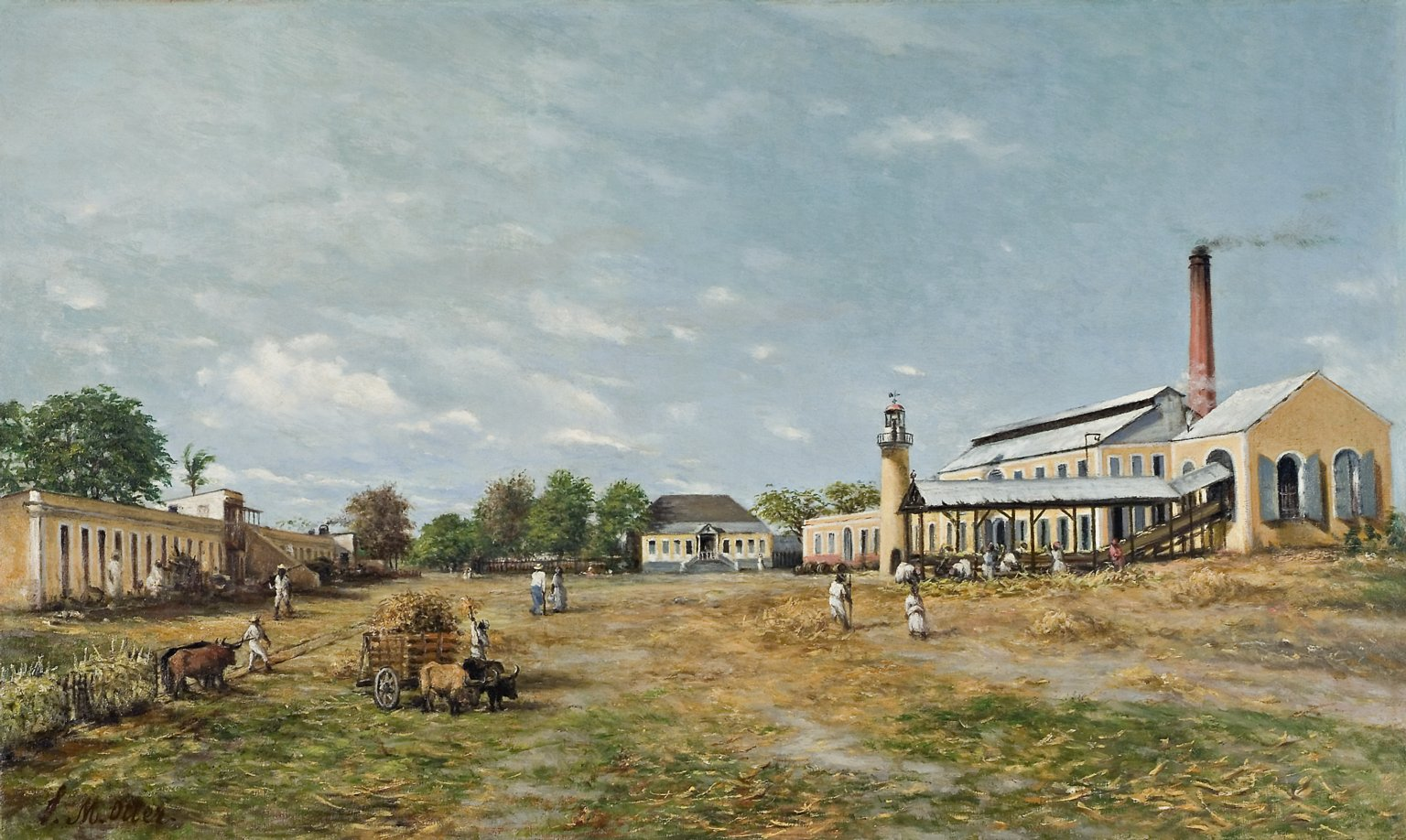
푸에르토리코에 있는 제당소 단지. 프란시스코 오예르, 1885년.

16세기 말부터 17세기까지 스페인 제국은 아메리카 본토의 식민지들에 더 많은 관심을 쏟았다. 푸에르토리코는 18세기에 부르봉가가 왕위에 오른 뒤로 주목을 받기 시작해 해안가의 마을과 섬 안쪽의 마을을 잇는 도로가 놓였고, 다른 해안 정착촌들도 산후안과는 별도로 중요성을 갖기 시작했다. 18세기 말에 들어서 다양한 상선들이 드나들었고, 다른 나라와의 접촉을 제한했던 중상주의 정책에 따른 엄격한 규제들에 위협을 가했다. 이전에는 푸에르토리코에 거의 들르지 않았던 노예 상인들은 늘어나는 설탕과 커피 플랜테이션에 더 많은 노예들을 팔기 시작했다. 젱킨스의 귀 전쟁이나 7년 전쟁처럼 대서양에서 벌어지는 전쟁이 늘어나는 가운데 카리브해의 섬들이 전쟁에서 중요한 역할을 하자 스페인 제국은 푸에르토리코에 더 많은 관심을 가졌다. 1797년 4월 17일에 그레이트브리튼 왕국의 랄프 애버크롬비가 이끄는 함대가 최대 13,000명의 병력을 이끌고 푸에르토리코를 침공했다. 애버크롬비의 병력과 스페인 제국의 병력 모두 큰 손실을 입었고, 4월 30일에 애버크롬비는 공격을 멈추고 산후안에서 퇴각했다.
노예들은 몇 년에 걸쳐 작은 반란을 일으키기도 했는데, 이 가운데 1821년에 마르코스 시오로가 주도한 반란은 주목을 받았고 오늘날까지 민간 설화의 한 부분으로 남아있다.
스페인 제국 총독부의 엄한 박해 아래에 놓여 있던 푸에르토리코에서 19세기 초에 들어서 독립운동이 일어나기 시작했다. 시몬 볼리바르의 사상에 영향을 받은 안토니오 발레로 데베르나베와 마리아 데라스메르세데스 바르부도와 같은 운동가들이 독립운동을 주도했지만 당시 총독이었던 미겔 데라토레는 독립운동가들을 투옥시키거나 추방시켰다. 또한 페르난도 7세는 칙령을 반포하고 주로 스페인인으로 이루어진 45만 명의 이주민들을 푸에르토리코로 보내 지배력을 강화하고자 했다.

### 미국 통치

#### 미국의 점령

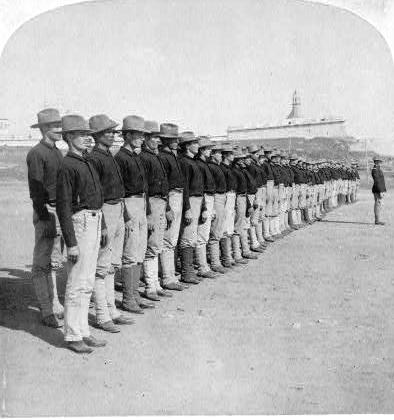
푸에르토리코인 징집병으로 이루어진 최초의 미국 육군 중대(1899년)

1890년에 미국 해군 제독 앨프리드 세이어 머핸은 《해양력이 역사에 미치는 영향》에서 해양력을 강조했으며 훗날 보급 기지나 해군 기지로 쓸 수 있는 카리브해의 식민지들을 점령할 것을 주장했다. 미국의 국무장관이었던 윌리엄 H. 수어드는 도미니카 공화국을 합병하고 스페인 제국으로부터 푸에르토리코와 쿠바를 사들일 것을 제안했다. 미국 상원은 그의 합병 제안을 받아들이지 않았고, 스페인 제국은 푸에르토리코와 쿠바를 1억 6,000만 달러에 매각하라는 미국의 제안을 거절했다.
1894년부터 미국 해군참모대학교는 스페인 제국과의 전쟁에 대비해 비상 계획을 짜고 있었다. 1896년에 이르러 미국 해군정보실은 푸에르토리코 해역에서 군사 작전을 펼치는 계획을 만들었다. 1898년에 미국-스페인 전쟁이 일어나자 미군 병력은 7월 25일에 푸에르토리코에 상륙했다. 전쟁이 미국의 승리로 끝난 뒤 스페인 제국은 푸에르토리코와 필리핀, 괌을 미국에게 양도했다.

#### 미국 자치령
미국과 푸에르토리코는 오랫동안 이어지는 메트로폴리스-식민지 관계를 맺었다. 20세기 초에 미국은 푸에르토리코에서 군정을 펼쳤고 미국의 대통령이 행정관을 포함한 관리들을 임명했다. 1900년에 만들어진 포에이커 법에 따라 푸에르토리코에 민간 정부가 들어섰다. 행정관과 상원 의원은 미국의 대통령이 임명했지만 하원 의원은 선거로 뽑았다. 1914년에 푸에르토리코 하원은 만장일치로 미국으로부터의 독립을 의결했으나 미국 의회는 이 결의가 포에이커 법과 헌법에 어긋난다며 거부했다.
1917년에 미국 의회는 1898년 4월 25일 또는 그 이후에 태어난 푸에르토리코인에게 미국 시민권을 부여하는 존스-샤프로스 법을 통과시켰다. 푸에르토리코 하원 의원들을 포함한 반대파들은 미국이 제1차 세계 대전에 파견할 군대에 푸에르토리코인들을 징집하려고 시민권을 부여한다고 주장했다. 또한 존스-샤프로스 법에 따라 푸에르토리코에도 상원이 만들어졌다.
미국이 푸에르토리코를 지배하고 난 뒤 몇 년 동안 지진과 지진해일, 허리케인 등 잇따른 자연재해와 대공황으로 푸에르토리코는 빈곤 상태에 머물렀다. 푸에르토리코 국민당의 총재 페드로 알비수 캄포스와 같은 일부 정치인들은 미국과의 관계를 바꿀 것을 요구했다.
1936년에 미국 상원 의원 밀러드 타이딩스는 푸에르토리코의 독립을 지지하는 법안을 발의했다. 모든 푸에르토리코 정치인들은 법안에 찬성했는데, 푸에르토리코 자유당의 루이스 무뇨스 마린은 법안에 반대했고 결국 법안은 통과되지 않았다. 1937년에 푸에르토리코 국민당의 주도로 폰세에서 시위가 있었는데, 경찰이 무장하지 않은 시위대와 행인에 발포해 19명이 죽고 200명이 넘게 부상을 당했다. 변호사 아서 가필드 헤이스가 이끄는 헤이스 위원회는 이 사건을 학살로 규정했고, 이후 이 사건은 폰세 학살로 알려지게 됐다. 1943년 4월 2일에 타이딩스는 푸에르토리코의 독립을 촉구하는 법안을 발의했지만 통과되지 못했다.

#### 자유 연합주

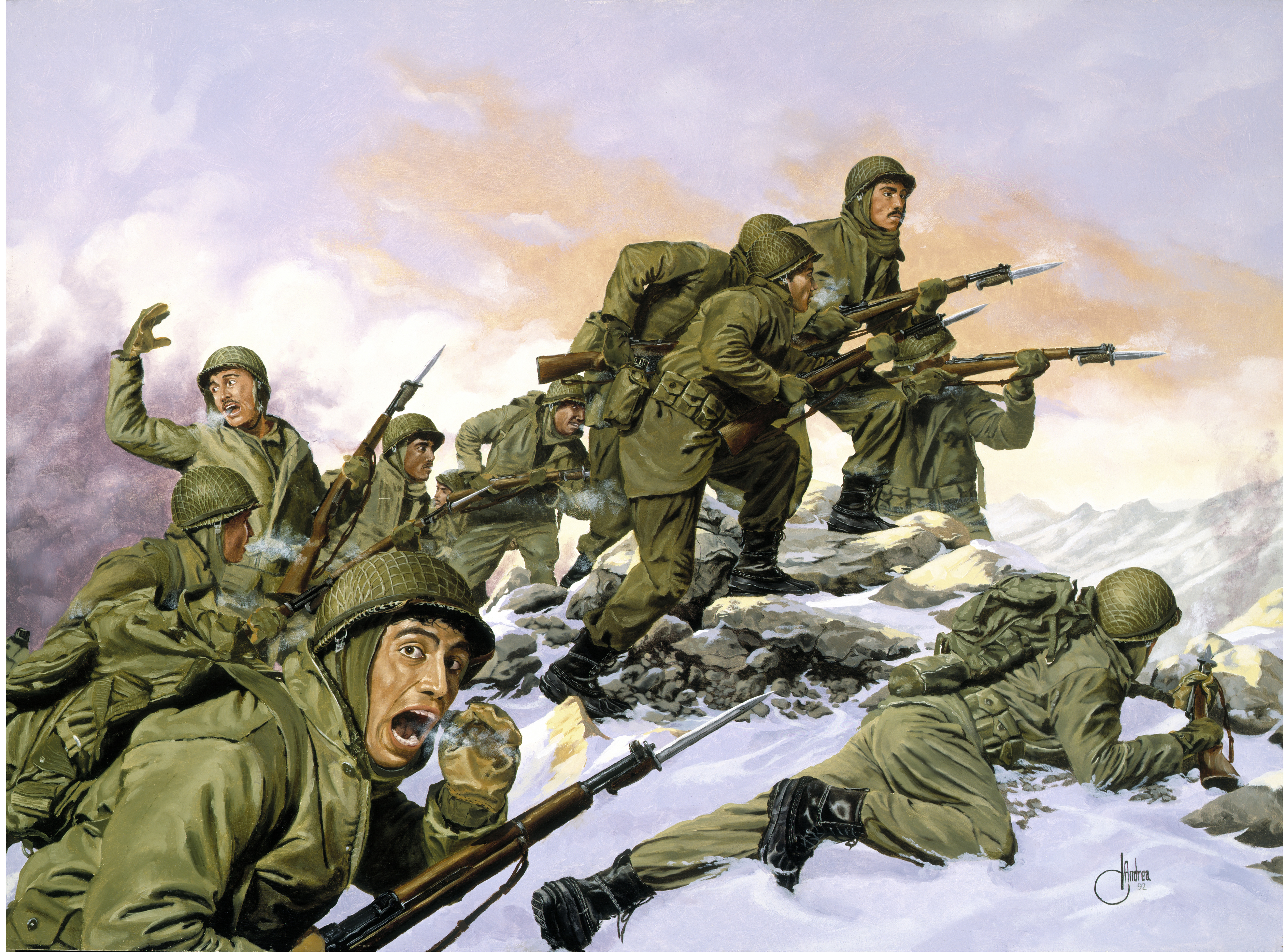
한국 전쟁에서 푸에르토리코인들로 이루어진 미국 육군 제65보병연대원들이 중국인민지원군에 맞서 착검 돌격하는 모습을 그린 그림

1947년에 처음으로 행정관을 선거로 뽑았고, 1948년에 루이스 무뇨스 마린이 처음으로 민선 행정관으로 올랐다.
1948년 5월 21일 푸에르토리코 상원은 푸에르토리코의 기를 걸거나 독립과 관련된 행위를 하는 것을 금지시키는 법안을 승인했다. 재갈 법(Gag Law)이라는 별명이 붙은 이 법안은 6월 10일부터 효력을 가졌고, 법안을 위반한 사람에게 10년 이하의 징역형을 처하거나 1만 달러 이하의 벌금을 부과할 수 있었다. 하원 의원 레오폴도 피게로아 등은 이 법안은 표현의 자유를 보장하는 미국 수정 헌법 제1조를 위반했다고 주장하며 푸에르토리코인들의 인권을 침해하고 있다고 강조했다. 이 법안은 1957년에 폐지됐다.
1950년에 미국 의회는 공법 600호를 승인하고 푸에르토리코에서 헌법 초안을 결정할 민주적 국민투표를 할 수 있도록 허가했다. 1952년 2월 6일 제헌 협의회는 푸에르토리코의 헌법을 승인했고, 3월에 국민투표에서 82%의 찬성을 받았으며 미국 의회의 비준을 받고 7월 3일에 미국의 대통령 해리 S. 트루먼의 승인을 받아 7월 25일에 행정관 루이스 무뇨스 마린이 헌법을 공포했다.
1950년대와 1960년대에 푸에르토리코에서는 빠른 산업화가 일어났다. 뉴딜의 연장선이었던 산업화 정책은 일자리를 더 늘리고자 농업 중심의 경제를 제조업 중심의 경제로 탈바꿈시키는 데 주안점이 있었다.

#### 지위 문제
1967년 7월 23일에 푸에르토리코의 지위에 관한 첫 번째 국민투표가 열렸다. 유권자들의 60%는 자유 연합주로 남는 데 투표했고, 39%는 미국의 주가 되는 데 투표했다. 1993년과 1998년에도 국민투표가 열렸는데 유권자들 가운데 다수는 현상을 유지하는 데 투표했다.
2012년 11월 6일에 2012년 푸에르토리코 지위 주민투표가 있었는데, 유효표 가운데 54%는 기존의 지위를 지속하는 데 반대했고, 새로운 지위를 묻는 투표에서는 61%가 미국의 주가 되는 것에 투표했다. 일부 평론가들은 기권표가 50만 표 가까이 나온 점을 지적했고, 미국 의회는 주민투표 결과를 받아들이지 않았다.
2017년 6월 11일에 2017년 푸에르토리코 지위 주민투표가 있었다. 유효표 가운데 97%는 미국의 주가 되는 데 투표했으나 투표율은 23%를 기록했다.
2022년 5월, 푸에르토리코의 영토 지위 및 미국과의 관계를 해결하는 방법에 대한 상반된 법안을 후원하는 하원 의원들이 함께 모여 이 두 가지를 결합한 새로운 법안을 도입했다. 제안된 법안은 하원의원의 푸에르토리코 자결법과 함께 민주당 소속의 Darren Soto 하원의원과 공화당의 Jenniffer Gonzalez 하원의원이 발의한 친주 법안의 요소를 결합한다. Alexandria Ocasio-Cortez와 Nydia Velázquez는 모두 뉴욕 민주당원이다. 법안 초안에는 푸에르토리코의 정치적 지위를 해결하기 위한 국민투표가 2023년 11월 5일에 열릴 것이라고 명시되어 있다.

## 지리

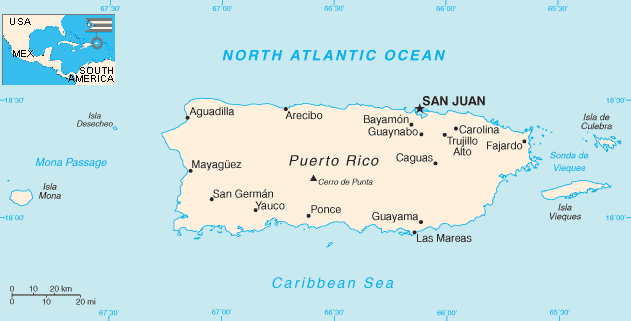
푸에르토리코의 지도

푸에르토리코는 본섬인 푸에르토리코섬과 비에케스섬, 쿨레브라섬, 모나섬, 데세체오섬, 카하데무에르토스 등 작은 섬들로 이루어져 있다. 이들 다섯 섬 가운데 쿨레브라섬과 비에케스섬에만 연중 사람들이 살고 있다. 모나섬은 푸에르토리코 자연환경자원부 직원들을 제외하고는 사람이 살지 않는다. 모니토섬이나 카브라스섬, 산후안섬처럼 더 작은 섬들도 있는데, 산후안섬에는 사람이 살고 있으며 본섬과 다리로 이어져 있다.
푸에르토리코의 면적은 9,104 km2로 미국 본토의 델라웨어주나 로드아일랜드주보다 크다. 대앤틸리스 제도 가운데 땅 면적이 가장 작은데, 자메이카의 80% 정도이자 대앤틸리스 제도에서 가장 큰 섬인 쿠바의 8% 정도다. 대부분 산악 지형이며 남부와 북부에는 긴 연안 지형이 펼쳐져 있다. 가장 높은 곳은 세로데푼타로 해발 약 1,340 m다. 푸에르토리코에서는 호수가 17곳이 있는데 모두 인공 호수고, 강은 50개가 있다.
푸에르토리코의 지질은 백악기부터 에오세에 걸쳐 형성된 심성암과 화산암부터 올리고세의 암석, 그 이후의 탄산염과 다른 퇴적암으로 이루어져 있다. 북부에는 동굴과 카르스트 지형이 나타난다. 서남부의 시에라베르메하에는 쥐라기인 1억 9천만 년 전에 만들어진 암석이 있다.
대서양에서 가장 깊고 넓은 해구인 푸에르토리코 해구가 푸에르토리코 북쪽 약 114 km 지점에 있다. 길이는 약 280 km, 깊이는 가장 깊은 곳인 밀워키 해연을 기준으로 약 8,400 m다.

## 기후
쾨펜의 기후 구분에 따르면 푸에르토리코의 기후는 열대 우림 기후이다. 온도는 1년 내내 저지대 기준으로 29 °C, 고지대 기준으로 21 °C, 평균 28 °C로 온난하다. 평균 최저 온도는 19 °C, 평균 최고 온도는 30 °C다.
2017년 북대서양 허리케인 시기에 허리케인 어마가 푸에르토리코 북쪽 97 km 지점을 통과했다. 이어 발생한 허리케인 마리아로 산사태가 일어나 큰 피해를 입혔다. 이로 인해 전력 공급 체계가 큰 손상을 입었고 미국 역사상 가장 큰 정전이 일어났다.
| 산후안 (루이스 무뇨스 마린 국제공항)의 기후                                                    | 산후안 (루이스 무뇨스 마린 국제공항)의 기후 | 산후안 (루이스 무뇨스 마린 국제공항)의 기후 | 산후안 (루이스 무뇨스 마린 국제공항)의 기후 | 산후안 (루이스 무뇨스 마린 국제공항)의 기후 | 산후안 (루이스 무뇨스 마린 국제공항)의 기후 | 산후안 (루이스 무뇨스 마린 국제공항)의 기후 | 산후안 (루이스 무뇨스 마린 국제공항)의 기후 | 산후안 (루이스 무뇨스 마린 국제공항)의 기후 | 산후안 (루이스 무뇨스 마린 국제공항)의 기후 | 산후안 (루이스 무뇨스 마린 국제공항)의 기후 | 산후안 (루이스 무뇨스 마린 국제공항)의 기후 | 산후안 (루이스 무뇨스 마린 국제공항)의 기후 | 산후안 (루이스 무뇨스 마린 국제공항)의 기후 |
| 월                                                                                             | 1월                                         | 2월                                         | 3월                                         | 4월                                         | 5월                                         | 6월                                         | 7월                                         | 8월                                         | 9월                                         | 10월                                        | 11월                                        | 12월                                        | 연간                                        |
| ---------------------------------------------------------------------------------------------- | ------------------------------------------- | ------------------------------------------- | ------------------------------------------- | ------------------------------------------- | ------------------------------------------- | ------------------------------------------- | ------------------------------------------- | ------------------------------------------- | ------------------------------------------- | ------------------------------------------- | ------------------------------------------- | ------------------------------------------- | ------------------------------------------- |
| 역대 최고 기온 °C (°F)                                                                         | 33 (92)                                     | 36 (96)                                     | 36 (96)                                     | 36 (97)                                     | 36 (96)                                     | 36 (97)                                     | 35 (95)                                     | 36 (97)                                     | 36 (97)                                     | 37 (98)                                     | 36 (96)                                     | 34 (94)                                     | 37 (98)                                     |
| 일평균 최고 기온 °C (°F)                                                                       | 28.4 (83.2)                                 | 28.8 (83.8)                                 | 29.3 (84.7)                                 | 30.1 (86.2)                                 | 30.8 (87.4)                                 | 31.7 (89.0)                                 | 31.5 (88.7)                                 | 31.7 (89.1)                                 | 31.8 (89.2)                                 | 31.4 (88.6)                                 | 30.1 (86.1)                                 | 29.0 (84.2)                                 | 30.4 (86.7)                                 |
| 일일 평균 기온 °C (°F)                                                                         | 25.3 (77.6)                                 | 25.4 (77.8)                                 | 25.9 (78.6)                                 | 26.7 (80.1)                                 | 27.6 (81.6)                                 | 28.4 (83.1)                                 | 28.4 (83.1)                                 | 28.6 (83.5)                                 | 28.6 (83.4)                                 | 28.2 (82.7)                                 | 26.9 (80.5)                                 | 26.0 (78.8)                                 | 27.2 (80.9)                                 |
| 일평균 최저 기온 °C (°F)                                                                       | 22.2 (71.9)                                 | 22.1 (71.8)                                 | 22.4 (72.4)                                 | 23.3 (74.0)                                 | 24.3 (75.7)                                 | 25.1 (77.2)                                 | 25.3 (77.6)                                 | 25.4 (77.8)                                 | 25.3 (77.5)                                 | 24.8 (76.7)                                 | 23.8 (74.9)                                 | 22.9 (73.3)                                 | 23.9 (75.1)                                 |
| 역대 최저 기온 °C (°F)                                                                         | 16 (61)                                     | 17 (62)                                     | 16 (60)                                     | 18 (64)                                     | 19 (66)                                     | 19 (66)                                     | 21 (69)                                     | 20 (68)                                     | 21 (69)                                     | 19 (67)                                     | 18 (65)                                     | 17 (62)                                     | 16 (60)                                     |
| 평균 강수량 mm (인치)                                                                          | 103 (4.07)                                  | 66 (2.58)                                   | 55 (2.18)                                   | 117 (4.60)                                  | 141 (5.54)                                  | 118 (4.66)                                  | 153 (6.02)                                  | 160 (6.29)                                  | 165 (6.50)                                  | 132 (5.21)                                  | 187 (7.37)                                  | 123 (4.85)                                  | 1,521 (59.87)                               |
| 평균 강수일수 (≥ 0.01 인치)                                                                    | 18.4                                        | 15.3                                        | 13.1                                        | 14.3                                        | 16.5                                        | 15.1                                        | 19.0                                        | 19.8                                        | 18.3                                        | 17.7                                        | 20.6                                        | 20.2                                        | 208.3                                       |
| 평균 상대 습도 (%)                                                                             | 74.0                                        | 72.4                                        | 71.0                                        | 71.3                                        | 74.9                                        | 75.5                                        | 75.9                                        | 76.4                                        | 76.4                                        | 76.9                                        | 76.2                                        | 74.7                                        | 74.6                                        |
| 평균 월간 일조시간                                                                             | 237.4                                       | 231.2                                       | 282.0                                       | 268.3                                       | 255.2                                       | 259.4                                       | 280.8                                       | 267.8                                       | 234.7                                       | 227.2                                       | 202.4                                       | 217.4                                       | 2,963.8                                     |
| 가능 일조율                                                                                    | 69                                          | 72                                          | 76                                          | 71                                          | 63                                          | 65                                          | 69                                          | 68                                          | 64                                          | 63                                          | 60                                          | 64                                          | 67                                          |
| 출처: 미국 해양대기청 (평년값: 1991년~2020년, 극값: 1898년~현재, 상대습도/일조: 1961년~1990년) |                                             |                                             |                                             |                                             |                                             |                                             |                                             |                                             |                                             |                                             |                                             |                                             |                                             |

## 정치

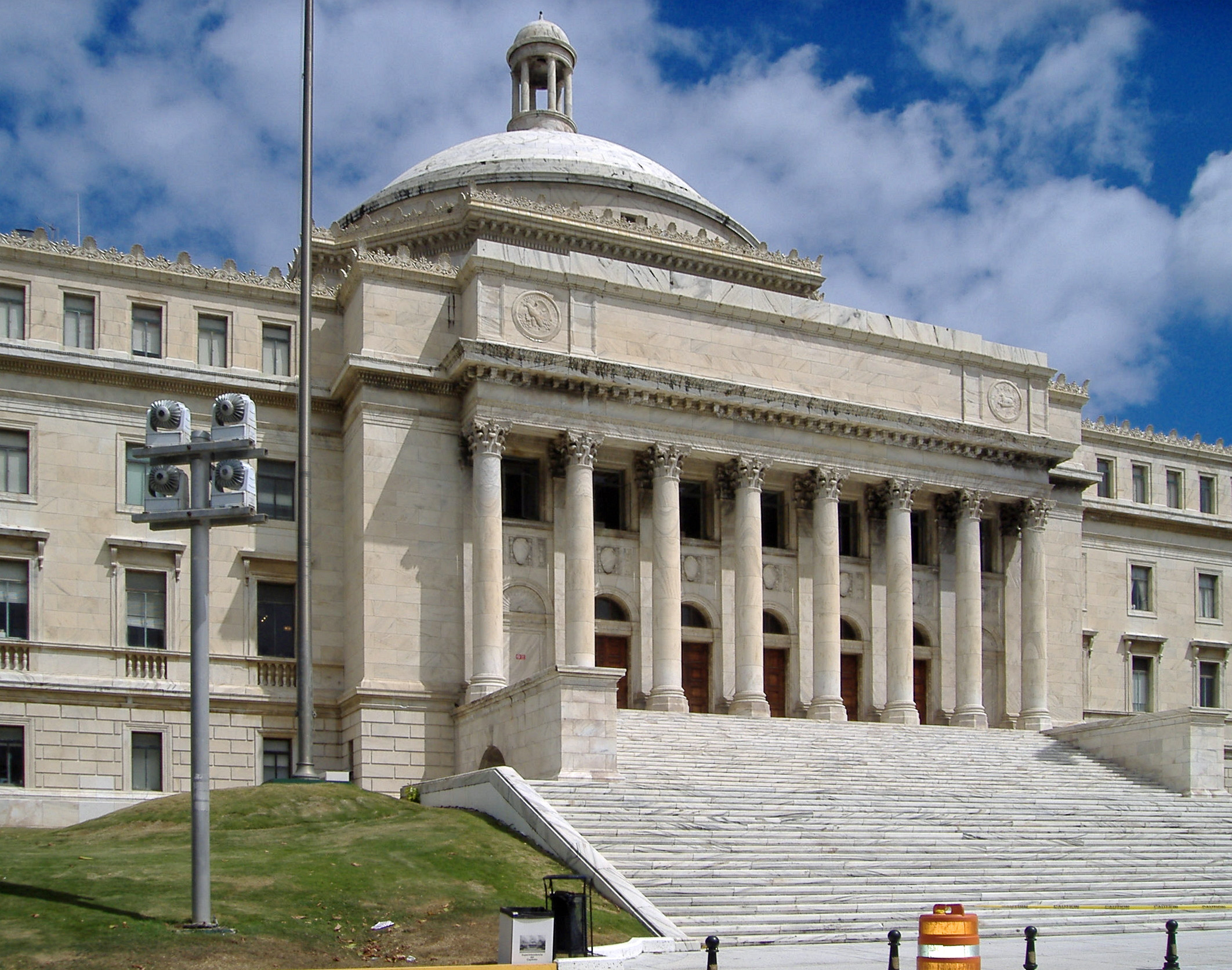
푸에르토리코 의회의사당(2006년)

푸에르토리코의 국가원수는 미국의 대통령이며 행정부의 수장은 행정관이다. 입법부는 양원제를 실시하며 상원과 하원으로 나뉜다. 행정관과 의원들은 4년에 한 번씩 선거로 뽑는다. 사법부의 장은 대법원장이고 법관들은 행정관이 상원의 조언과 동의에 따라서 임명한다.
푸에르토리코는 미국 하원에 상주대표를 파견한다. 푸에르토리코 주민은 푸에르토리코 지역에 거주하면 대통령 선거에 참여할 수 없고, 미국의 주에 거주하면 투표할 수 있다.

### 정당
1952년 이래로 푸에르토리코 대중민주당(PPD)과 푸에르토리코 신진보당(PNP), 푸에르토리코 독립당(PIP)이 주요 정당으로 자리매김했다. 세 정당이 추구하는 푸에르토리코의 지위는 서로 다른데, 대중민주당은 자유 연합주 상태를 유지하는 것을 추구하는 반면 신진보당은 미국의 주가 되는 것을 추구하고, 독립당은 미국으로부터 벗어나 독립하는 것을 추구한다.
그 밖의 정당으로는 푸에르토리코 국민당과 노동자사회주의운동, 오스토스주의민족독립운동 등이 있다.

### 지위
미국과 푸에르토리코 사이의 정치 관계에 관한 본질은 푸에르토리코와 미국 의회, 유엔에서 논쟁의 대상이다. 특히 푸에르토리코가 미국의 자치령으로 남느냐, 미국의 주가 되느냐, 또는 독립 국가가 되느냐와 관련된 문제가 주요 문제다.
미국 헌법 제4조에 따르면 푸에르토리코는 미국 의회의 전권 아래에 있다. 연방 수준에서 제정한 법률들은 푸에르토리코에서도 적용한다. 푸에르토리코가 미국 하원에 파견한 상주대표들은 표결권이 없다.
푸에르토리코인들은 1917년에 존스-샤프로스 법에 따라 미국 시민이 됐다. 푸에르토리코에 거주하는 미국 시민들은 미국 대통령 선거에 참여할 수 없지만 미국 공화당과 미국 민주당 모두 대통령 선거에 나설 후보를 뽑기 위한 대표를 보내기 위해 푸에르토리코에서 예비선거를 실시한다.
푸에르토리코 주민들은 미국의 헌법에서 규정한 기본권만 적용받는다. 푸에르토리코인들은 1917년 이래로 미국에서 징병제를 할 때마다 징집 대상이었다. 푸에르토리코 주민들은 푸에르토리코 정부에 세금을 내지만 푸에르토리코에서 번 소득에 대한 연방 개인소득세 등을 제외한 다양한 연방세도 낸다. 푸에르토리코인들은 사회보장세를 부담하며 사회보장의 혜택도 받는다. 또한 국민의료지원(메디케이드) 혜택도 받지만 미국의 일반 주에 비하여 더 적은 정도만 받고 있다.
2007년부터 푸에르토리코 정부는 푸에르토리코에서 태어났거나, 푸에르토리코에서 태어나지 않았지만 부모가 푸에르토리코인이거나, 푸에르토리코에서 1년 넘게 산 미국 시민에게 푸에르토리코 시민권 확인증을 부여한다.

### 군사
푸에르토리코의 방위는 파리 조약에 따라 미국이 담당하며 통수권자는 미국의 대통령이다. 푸에르토리코는 또한 독자적인 국민위병과 주방위군도 보유한다. 국민위병과 주방위군의 통수권자는 행정관으로 그 권한을 부관참모에게 위임한다.
푸에르토리코에 있는 미군 기지들은 1999년까지 미국 대서양 사령부에 속했다. 1999년에 미국 대서양 사령부가 미국 합동전력사령부로 재편성된 뒤로 푸에르토리코는 미국 북부사령부의 책임 아래에 있다. 미국 해군의 루즈벨트로즈 해군 기지가 푸에르토리코에 있었지만 폐쇄된 뒤로 미국 해군은 푸에르토리코에 주둔하지 않는다.
보링켄 부대(The Borinqueneers)라는 별명이 붙은 미국 육군 제65보병연대는 푸에르토리코인들로 이루어져 있다. 제1차 세계 대전과 제2차 세계 대전, 한국 전쟁, 테러와의 전쟁 등에 참여했고, 2014년에 미국의 대통령 버락 오바마는 한국 전쟁에서 보여준 용기를 치하하며 의회 명예 훈장을 수여했다.

## 경제

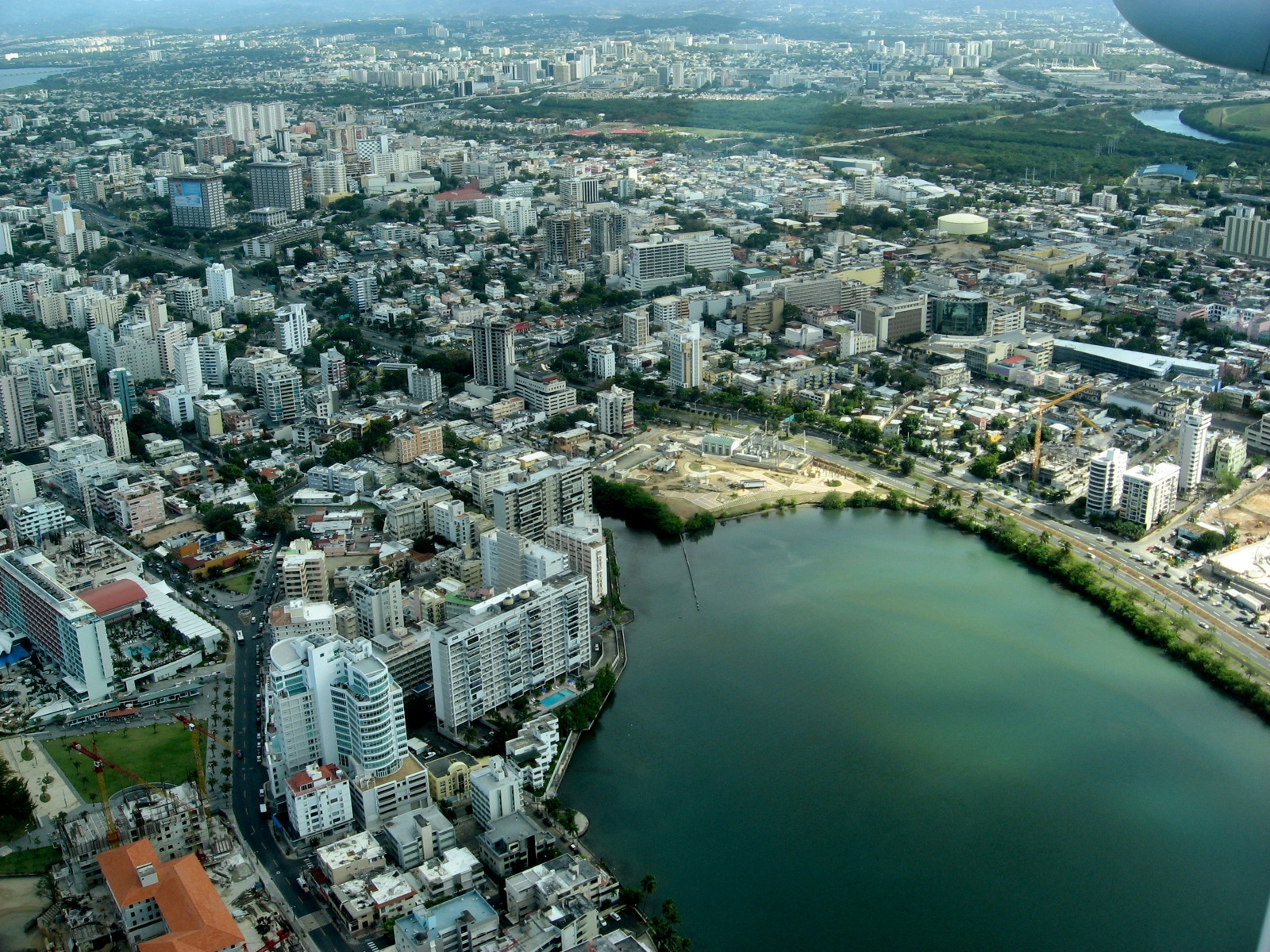
산후안 시가지(2008년)

세계은행은 2002년부터 푸에르토리코를 고소득 경제로 분류한다. 2018년 기준으로 푸에르토리코의 일인당 명목 국민 총소득은 21,100 달러다. 경제는 제조업 중심이며 금융업과 보험업, 부동산업, 관광업 등 제3차 산업도 발달했다. 그러나 푸에르토리코 정부는 2017년 초를 기준으로 약 700억 달러의 부채를 지고 있고, 인구의 45%는 빈곤 상태에 있으며 실업률은 미국 본토에 비해 두 배 이상 높다. 국가 채무는 국내총생산의 51.6% 수준이다.
푸에르토리코에서 생활하는 데 드는 비용은 높으며 수십 년 동안 증가했다. 2011년 기준으로 산후안에서 필요한 생활비는 댈러스나 애틀랜타, 시애틀보다 높다. 푸에르토리코에서 생활비가 많이 드는 이유로는 외국 선박이 미국 내 항구 두 곳 사이를 오가며 화물을 수송할 수 없게 하는 존스법이 꼽힌다. 존스법 때문에 외국에서 화물을 실어 보내려면 미국 항구까지 보낸 뒤 다시 미국 선박에 싣고 푸에르토리코까지 가야 한다. 푸에르토리코 정부는 미국 의회에 푸에르토리코를 존스법에서 빼 줄 것을 몇 차례 요구했으나 실패했다. 2013년에 미국 회계감사원은 조사 결과 존스법을 개정하거나 폐지하면 푸에르토리코로 가는 수송 비용을 줄일 가능성도 있지만, 개정이나 폐지의 효과는 몹시 불분명하다고 밝혔다.
2016년 기준으로 푸에르토리코의 주요 수입 국가는 미국과 아일랜드, 싱가포르, 스위스, 대한민국이며 주요 수출 국가는 미국과 벨기에, 네덜란드, 이탈리아, 스페인이다. 교통과 전력 생산을 위해 석유에 의존하는 경제 구조를 보이며 원자재와 식료품도 수입에 의존하기 때문에 기후와 세계 경제의 변화에 매우 민감하다. 2014년 기준으로 푸에르토리코의 국내총생산에서 농업이 차지하는 비율은 1% 미만이다.

## 사회

### 주민
| 푸에르토리코의 인종(2010년) | 푸에르토리코의 인종(2010년) | 푸에르토리코의 인종(2010년) | 푸에르토리코의 인종(2010년) | 푸에르토리코의 인종(2010년) |
| --------------------------- | --------------------------- | --------------------------- | --------------------------- | --------------------------- |
| 종교                        |                             |                             | 비                          |                             |
| 백인                        | 백인                        |                             | 75.8%                       | 75.8%                       |
| 흑인                        | 흑인                        |                             | 12.4%                       | 12.4%                       |
| 혼혈                        | 혼혈                        |                             | 3.3%                        | 3.3%                        |
| 원주민                      | 원주민                      |                             | 0.5%                        | 0.5%                        |
| 아시아인                    | 아시아인                    |                             | 0.2%                        | 0.2%                        |
| 태평양 출신                 | 태평양 출신                 |                             | 0.1%                        | 0.1%                        |
| 기타                        | 기타                        |                             | 7.8%                        | 7.8%                        |

원주민들의 정착과 유럽의 식민지화, 노예 제도, 경제 이민, 미국령이라는 푸에르토리코의 지위는 푸에르토리코의 인구 변화에 영향을 주었다.
2019년 7월 1일 기준으로 인구 추정치는 3,193,694명으로 이는 2010년 인구 조사 결과보다 14.28% 줄어든 수치다. 2000년부터 2010년 사이에 인구는 줄어들었는데 이는 푸에르토리코 인구 조사 역사에서 처음으로 줄어든 것이다.
2009년에 푸에르토리코에서 이루어진 집단유전학 연구 결과에 따르면 52.6%에서 84% 사이의 인구가 모계에서 어느 정도의 아메리카 원주민 미토콘드리아 DNA를 갖고 있으며, 대개 관체인과 같은 다른 계통과 섞여 있다. 2019년 미국 인구조사국이 조사한 바에 따르면 인구의 약 98.9%가 스스로를 히스패닉이라고 답했다.
2018년 기준으로 평균 수명은 81살이다.

### 언어
푸에르토리코 행정부의 공용어는 스페인어와 영어로, 스페인어가 더 널리 쓰인다. 1902년에 영어와 스페인어의 지위를 같게 한 법률이 제정됐지만 재판 사무에서는 스페인어만이 유일한 공식 언어다. 다만 푸에르토리코의 미국 연방지방법원 사무에서는 영어를 쓴다. 스페인어는 일상 생활과 상업 및 교육 분야에서 널리 쓰인다. 2017년에 미국 인구조사국이 조사한 바에 따르면 인구의 약 94.2%가 집에서 스페인어를 쓰고, 76.2%가 영어를 '매우 잘 함' 수준 미만으로 구사하며, 5.7%가 영어만 구사한다.
푸에르토리코에서 공교육은 대부분 스페인어로만 이루어진다. 영어는 외국어로 가르치며 초등학교부터 고등학교까지 필수 과목으로 지정돼 있다. 청각 장애가 있는 사람들은 미국 수화를 쓰며 이를 변형한 형태인 푸에르토리코 수화 역시 쓴다.
푸에르토리코 스페인어는 어휘와 문법 부문에서 다른 지방에서 쓰는 스페인어와는 다른 특징을 갖는 방향으로 진화했다. 푸에르토리코 스페인어에는 타이노어와 영어에서 차용한 낱말들이 많이 있다. 타이노에서 차용한 낱말들은 대부분 초목이나 자연 현상, 고유의 악기들을 일컬을 때 쓴다.

### 종교
| 푸에르토리코의 종교(2014년) | 푸에르토리코의 종교(2014년) | 푸에르토리코의 종교(2014년) | 푸에르토리코의 종교(2014년) | 푸에르토리코의 종교(2014년) |
| --------------------------- | --------------------------- | --------------------------- | --------------------------- | --------------------------- |
| 종교                        |                             |                             | 비                          |                             |
| 가톨릭교                    | 가톨릭교                    |                             | 57%                         | 57%                         |
| 개신교                      | 개신교                      |                             | 33%                         | 33%                         |
| 무종교                      | 무종교                      |                             | 8%                          | 8%                          |
| 기타                        | 기타                        |                             | 2%                          | 2%                          |

로마 가톨릭교는 스페인 제국의 식민지 시기에 들어왔으며 점차 푸에르토리코에서 가장 우세한 종교가 됐다. 교황 율리오 2세는 1511년에 푸에르토리코와 히스파니올라섬에 아메리카 최초의 교구를 세웠다. 1759년에 이르러서는 모든 교회에 사제가 있었다. 1984년 10월에 교황 요한 바오로 2세가 푸에르토리코를 방문했다.
개신교는 스페인 제국의 식민지 시절에는 억압을 받았지만 미국령이 된 뒤로는 다시 교세를 확장했고, 오늘날 푸에르토리코는 로마 가톨릭교가 여전히 우세하면서도 이전 시기보다 여러 종파가 공존하게 됐다. 1872년에 세워진 성공회 교회당은 푸에르토리코 최초의 개신교 교회당으로, 스페인 제국령 아메리카였던 곳에 세워진 최초의 로마 가톨릭교 이외의 교회당이다.
식민지 시절에 아프리카에서 온 노예들이 다양한 전통 신앙들을 유지한 결과 요루바족의 영향을 받은 산테리아 등이 나타났고, 몇몇 요소들은 기독교와 혼합되기도 했다.

### 교육

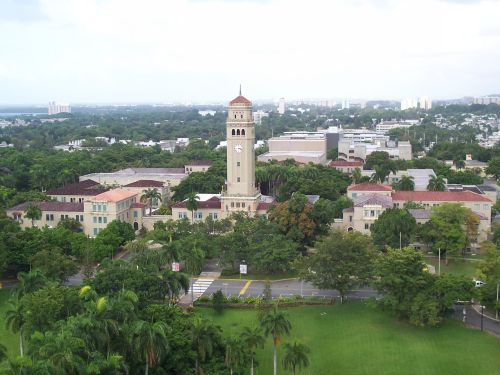
푸에르토리코 대학교(2005년)

푸에르토리코에 세워진 첫 번째 학교는 1513년에 로마 가톨릭교 사제 알론소 만소가 세운 문법학교(Escuela de Gramática)다. 학생들은 무상으로 학교를 다녔고 라틴어와 문학, 역사, 과학, 예술, 철학, 신학 등을 배웠다.
푸에르토리코에서의 교육은 초등교육(초등학교 1~6학년)과 중등교육(중학교 및 고등학교 7~12학년), 고등교육으로 이루어져 있다. 5살부터 18살까지 의무 교육 대상이다. 2010년 기준으로 1,539개의 공립 학교와 806개의 사립 학교가 있었다. 2015년 기준으로 15세 이상 인구 가운데 93.3%가 읽고 쓸 수 있었다. 2000년에 조사한 바에 따르면 인구의 60%가 고등학교 이상의 교육을 받았고, 18.3%가 학사 학위 이상을 받았다.
공립 대학인 푸에르토리코 대학교는 푸에르토리코에서 가장 크고 오래 된 대학이다. 가장 큰 사립 대학은 아나 G. 멘데스 대학교다.

### 과학
아레시보에 위치한 아레시보 천문대에 있는 직경 305 m의 구면 전파망원경은 세계에서 두 번째로 크다.

## 문화

### 스포츠

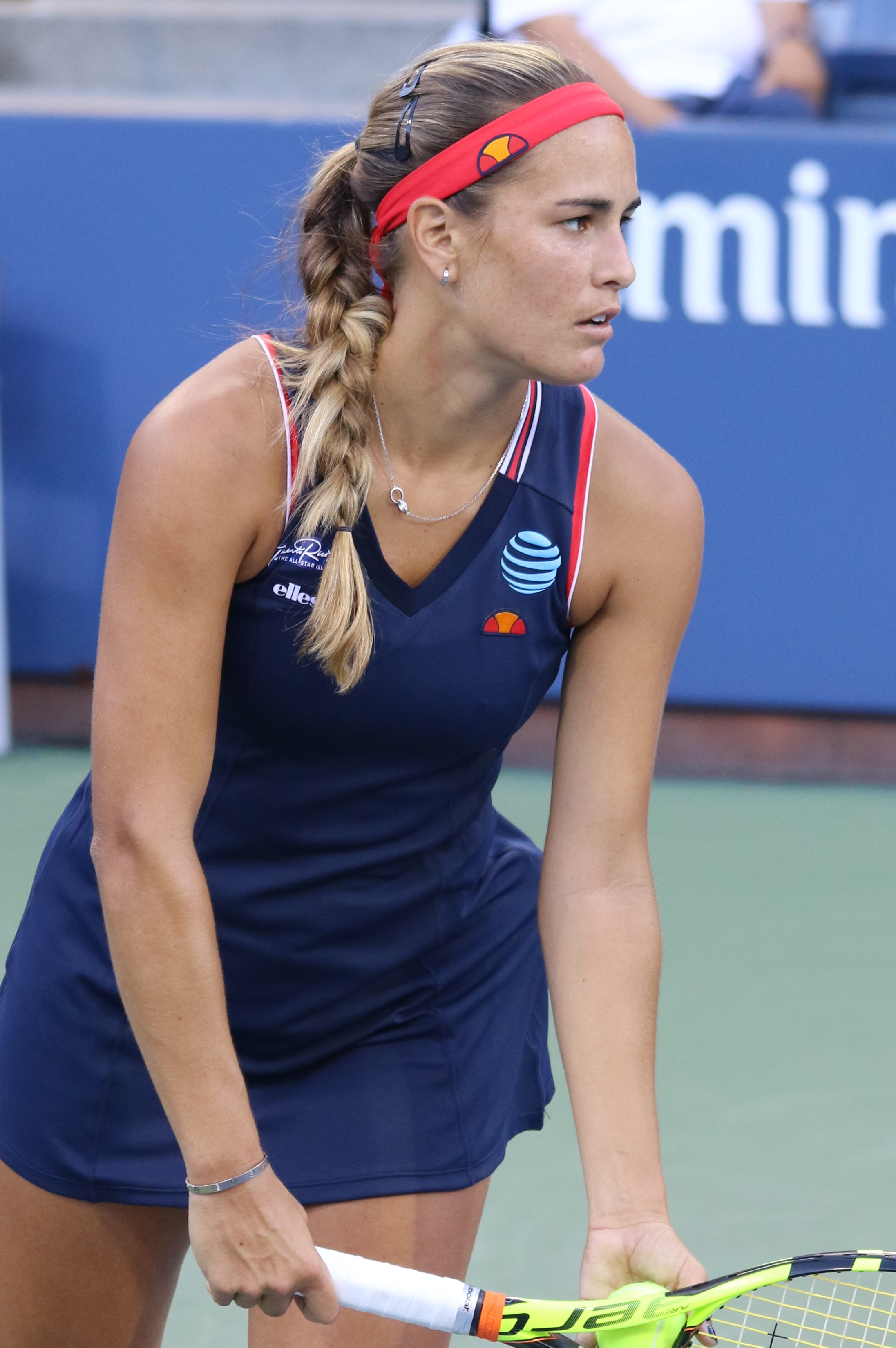
푸에르토리코 최초의 올림픽 금메달리스트인 테니스 선수 모니카 푸이그

야구는 푸에르토리코에서 많은 인기를 얻은 최초의 스포츠 가운데 하나다. 푸에르토리코 베이스볼 리그는 푸에르토리코의 유일한 프로 야구 리그다. 푸에르토리코를 연고로 하는 메이저 리그 베이스볼 구단은 없지만 2003년과 2004년에 몬트리올 엑스포스가 푸에르토리코에서 경기를 펼친 적이 있다. 푸에르토리코인 야구 선수 가운데 로베르토 클레멘테와 오를란도 세페다, 로베르토 알로마는 미국 야구 명예의 전당에 헌액됐다.
권투와 농구, 배구 역시 인기가 많다. 윌프레도 고메스와 맥윌리엄스 아로요는 AIBA 세계 권투 선수권 대회에서 우승을 차지한 바 있다. 푸에르토리코 농구 국가대표팀은 FIBA 아메리카 선수권 대회에서 세 차례, 굿윌 게임에서 한 차례 우승을 차지한 바 있다. 2004년 하계 올림픽 농구 남자부 예선 경기에서 푸에르토리코는 미국을 92:73로 이기면서 전미 농구 협회 소속 선수들이 올림픽에 참가한 뒤로 처음으로 미국을 이긴 나라가 됐다.
권투 선수 후안 에반헬리스타 베네가스는 1948년 하계 올림픽에 참가해 동메달을 따면서 푸에르토리코 역사상 첫 올림픽 메달리스트가 됐다. 테니스 선수 모니카 푸이그는 2016년 하계 올림픽에서 금메달을 따면서 첫 번째 올림픽 금메달리스트가 됐다.

### 음식
푸에르토리코 요리는 유럽과 아프리카, 타이노 원주민들의 요리로부터 영향을 받았다. 19세기 후반에는 미국의 식재료와 요리법이 큰 영향을 주었다. 기본 식재료로 곡물과 협과, 허브, 향신료, 덩이줄기 등을 쓴다. 1848년에 최초의 식당인 라 마요르키나가 산후안 구시가지에 문을 열었고, 이듬해에는 최초의 요리책이 나왔다.

### 예술
산토스(Santos)라고 부르는 민속 예술 작품의 기원은 기독교인들이 원주민들을 기독교로 개종시키고자 조각을 쓴 데에서부터 발달했다. 산토스는 성인 등 종교 상징물을 나무와 진흙, 돌 등으로 만든 것인데, 다양한 색을 칠하기도 한다. 산토스는 다양한 크기로 만들 수 있는데 20 인치에 이르는 것도 있다. 푸에르토리코인들은 전통적으로 산토스를 세상과 천국을 잇는 전령으로 여기고 집 안의 제단에 두며 기도를 하거나 도움을 요청한다.
카레타스(Caretas) 또는 베히간테스(Vejigantes)는 사육제 때 쓰는 탈이다. 스페인과 아프리카에서도 나쁜 영혼을 나타내는 탈을 썼는데, 스페인에서는 신앙을 잃은 기독교도들을 놀라게 해 교회로 돌아가게끔 하기 위해 탈을 썼고, 아프리카에서는 나쁜 영혼으로부터 보호하기 위해 썼다. 푸에르토리코인들은 이 기원을 이어받아 탈을 만들 때 뿔이나 송곳니를 표현한다. 대개 파피에 마세나 코코넛 껍질 등으로 만드는데 빨강이나 검정으로 만드는 것이 전형적이다.

## 같이 보기
- 미국-스페인 전쟁
- 푸에르토리코 (보드 게임)
- 제65보병연대(en:65th Infantry Regiment) - 푸에르토리코인들로만 구성되었던 미군부대로서 한국전쟁에 참전